# Жордін Туту
Жордін Туту (англ. Jordin Tootoo, нар. 2 лютого 1983, Черчилл) — канадський хокеїст, крайній нападник клубу НХЛ «Чикаго Блекгокс».
Перший гравець НХЛ, який за походженням по батькові інуїт, а його мати за походженням українка.

## Ігрова кар'єра

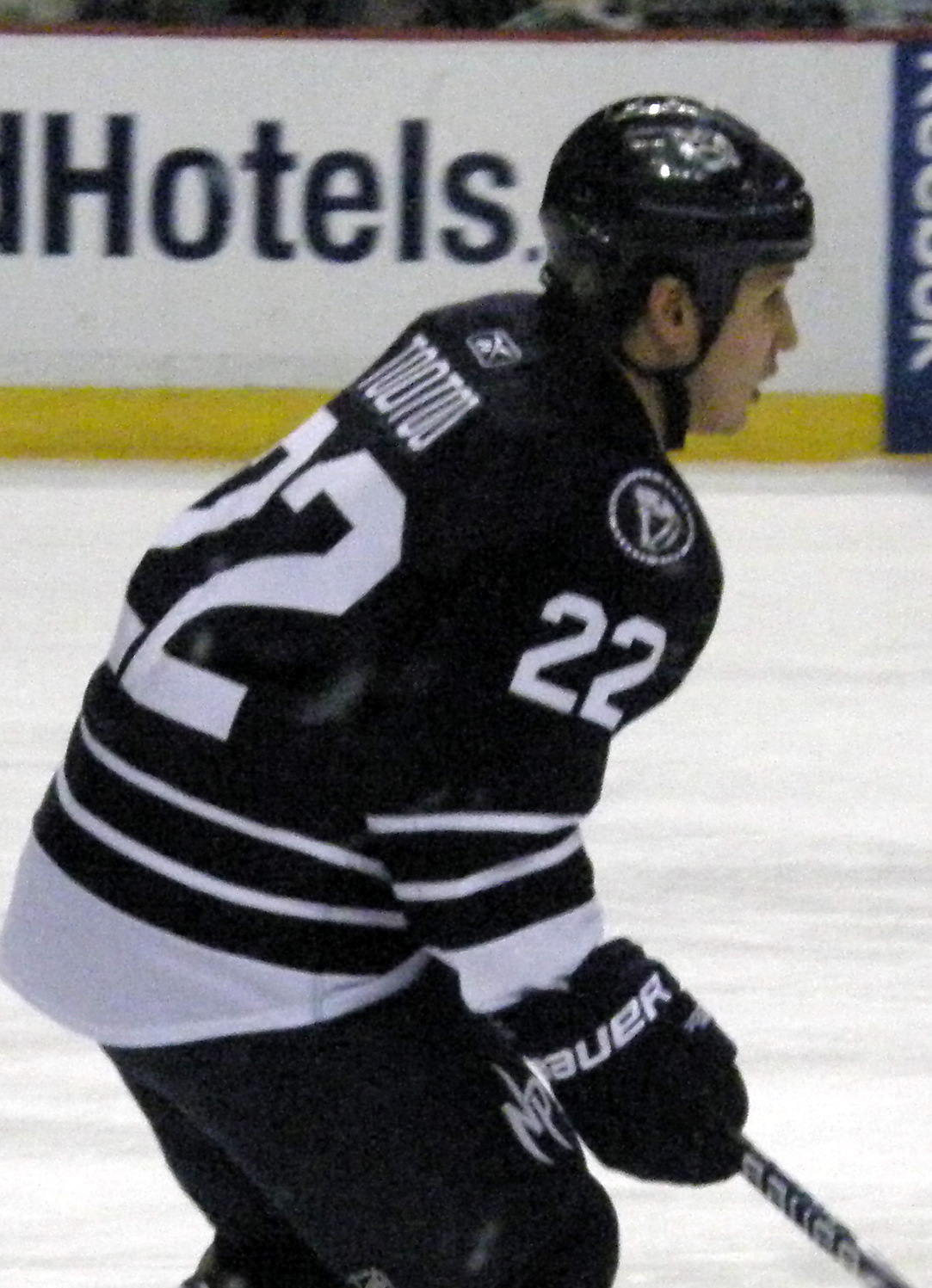
Туту в складі «Нашвілла» 2010 рік.

Хокейну кар'єру розпочав 1998 року виступами за команду з Манітобської юніорської хокейної ліги. З 1999 по 2003 захищав кольори команди «Брендон Вет Кінгс» (ЗХЛ).
2001 року був обраний на драфті НХЛ під 98-м загальним номером командою «Нашвілл Предаторс». 
9 жовтня 2003, Жордін дебютує в НХЛ  у матчі проти «Майті Дакс оф Анагайм», вже 16 жовтня в матчі проти «Сент-Луїс Блюз» заробив перше очко, а свій перший гол закинув в ворота «Атланта Трешерс» 23 жовтня. Сезон 2005/06 Туту провів, як в складі «хижаків» так і в складі фарм-клубу «Мілвокі Едміралс».
31 січня 2008, Туту переуклав контракт з «Нашвілл Предаторс» на два роки. 
Свою першу шайбу в плей-оф нападник закинув 10 квітня 2008 в ворота «Детройт Ред-Вінгс».
Після сезону 2010/11 Жордін на правах вільного агента підписує трирічний контракт на суму $5,7 мільйона доларів з «Детройт Ред-Вінгс». Свою першу шайбу в складі «червоних крил» закидає 19 лютого 2013 року в ворота свого колишнього клубу «Нашвілл Предаторс».

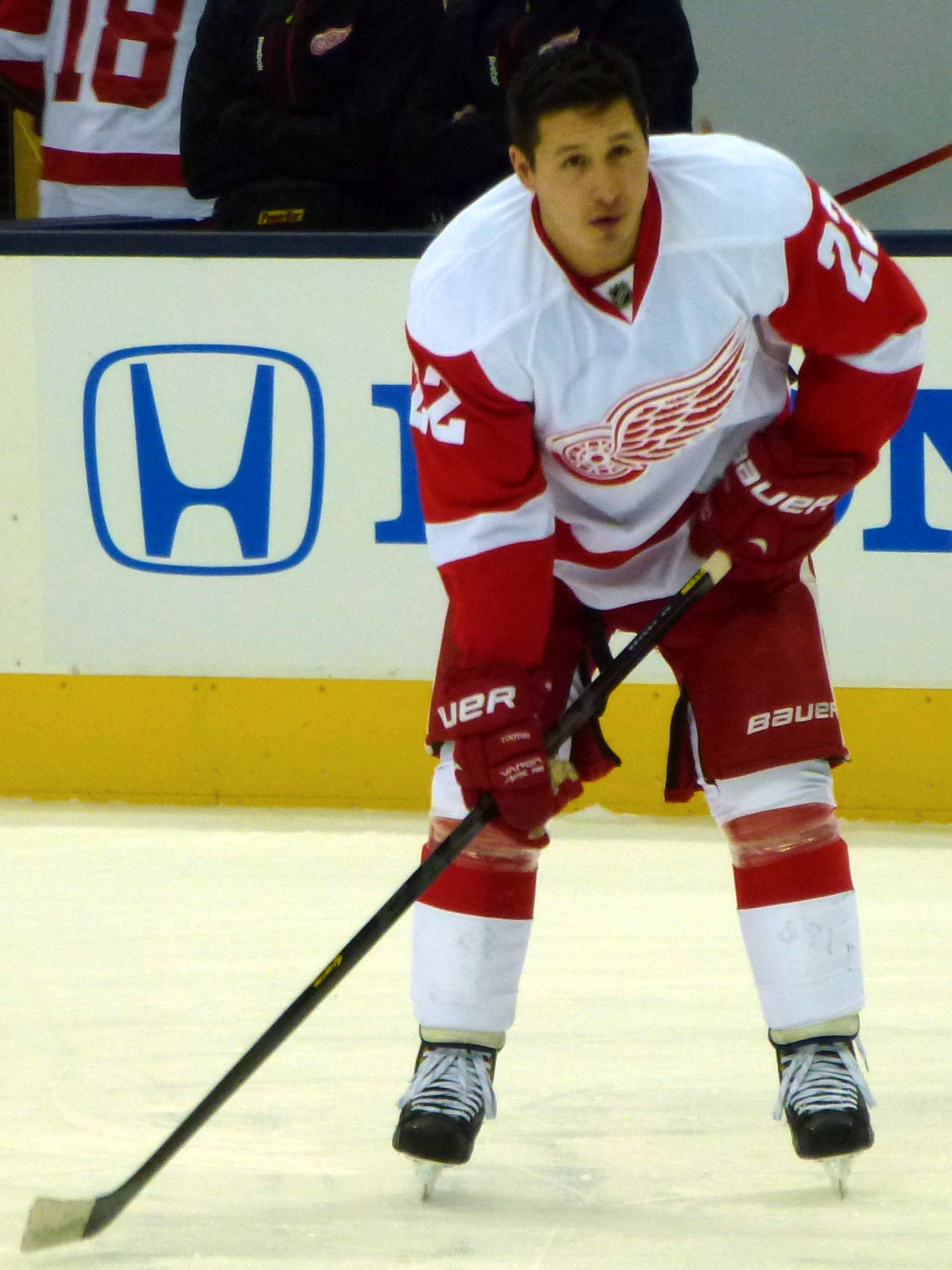
Туту в складі «Детройт Ред-Вінгс», сезон 2012/13.

18 червня 2014 року «Детройт Ред-Вінгс» виставили Жордіна в драфті відмов з метою викупу контракту.
Перебуваючи в тренувальному таборі «Нью-Джерсі Девілс» уклав однорічний контракт з клубом лише 7 жовтня 2014. Після завершення сезону переуклав контракт ще на один рік.
На правах вільного агента 5 липня 2016, Туту залишив «дияволів» та уклав річний контракт з «Чикаго Блекгокс». 28 лютого 2017, Чикаго погодився продовжити контракт з Жордіном ще на один сезон 2017-2018.

## Збірна
Був гравцем молодіжної збірної Канади, у складі якої брав участь у 6 іграх, срібний призер чемпіонату світу 2003.

## Статистика

### Клубні виступи
| Сезон        | Клуб                    | Ліга         | Регулярний сезон | Регулярний сезон | Регулярний сезон | Регулярний сезон | Регулярний сезон | Плей-оф | Плей-оф | Плей-оф | Плей-оф | Плей-оф |
| Сезон        | Клуб                    | Ліга         | І                | Г                | П                | О                | ШХ               | І       | Г       | П       | О       | ШХ      |
| ------------ | ----------------------- | ------------ | ---------------- | ---------------- | ---------------- | ---------------- | ---------------- | ------- | ------- | ------- | ------- | ------- |
| 1998-99      | OCN Blizzard            | МЮХЛ         | 47               | 16               | 21               | 37               | 251              |         |         |         |         |         |
| 1999–00      | «Брендон Вет Кінгс»     | ЗХЛ          | 45               | 6                | 10               | 16               | 214              | —       | —       | —       | —       | —       |
| 2000–01      | «Брендон Вет Кінгс»     | ЗХЛ          | 60               | 20               | 28               | 48               | 172              | 6       | 2       | 4       | 6       | 18      |
| 2001–02      | «Брендон Вет Кінгс»     | ЗХЛ          | 64               | 32               | 39               | 71               | 272              | 16      | 4       | 3       | 7       | 58      |
| 2002–03      | «Брендон Вет Кінгс»     | ЗХЛ          | 51               | 35               | 39               | 74               | 216              | 17      | 6       | 3       | 9       | 49      |
| 2003–04      | «Нашвілл Предаторс»     | НХЛ          | 70               | 4                | 4                | 8                | 137              | 5       | 0       | 0       | 0       | 4       |
| 2004–05      | «Мілвокі Едміралс»      | АХЛ          | 59               | 10               | 12               | 22               | 266              | 6       | 0       | 0       | 0       | 41      |
| 2005–06      | «Нашвілл Предаторс»     | НХЛ          | 34               | 4                | 6                | 10               | 55               | 3       | 0       | 0       | 0       | 0       |
| 2005–06      | «Мілвокі Едміралс»      | АХЛ          | 41               | 13               | 14               | 27               | 133              | 15      | 9       | 2       | 11      | 35      |
| 2006–07      | «Нашвілл Предаторс»     | НХЛ          | 65               | 3                | 6                | 9                | 116              | 4       | 0       | 1       | 1       | 21      |
| 2007–08      | «Нашвілл Предаторс»     | НХЛ          | 63               | 11               | 7                | 18               | 100              | 6       | 2       | 0       | 2       | 4       |
| 2008–09      | «Нашвілл Предаторс»     | НХЛ          | 72               | 4                | 12               | 16               | 124              | —       | —       | —       | —       | —       |
| 2009–10      | «Нашвілл Предаторс»     | НХЛ          | 51               | 6                | 10               | 16               | 40               | 6       | 0       | 1       | 1       | 2       |
| 2010–11      | «Нашвілл Предаторс»     | НХЛ          | 54               | 8                | 10               | 18               | 61               | 12      | 1       | 5       | 6       | 28      |
| 2011–12      | «Нашвілл Предаторс»     | НХЛ          | 77               | 6                | 24               | 30               | 92               | 3       | 0       | 0       | 0       | 4       |
| 2012–13      | «Детройт Ред-Вінгс»     | НХЛ          | 42               | 3                | 5                | 8                | 78               | 1       | 0       | 0       | 0       | 2       |
| 2013–14      | «Гранд Репідс Гріффінс» | АХЛ          | 51               | 6                | 12               | 18               | 104              | 4       | 0       | 1       | 1       | 4       |
| 2013–14      | «Детройт Ред-Вінгс»     | НХЛ          | 11               | 0                | 1                | 1                | 5                | —       | —       | —       | —       | —       |
| 2014–15      | «Нью-Джерсі Девілс»     | НХЛ          | 68               | 10               | 5                | 15               | 72               | —       | —       | —       | —       | —       |
| 2015–16      | «Нью-Джерсі Девілс»     | НХЛ          | 66               | 4                | 5                | 9                | 102              | —       | —       | —       | —       | —       |
| 2016–17      | «Чикаго Блекгокс»       | НХЛ          | 50               | 2                | 1                | 3                | 28               | 2       | 0       | 0       | 0       | 0       |
| Усього в НХЛ | Усього в НХЛ            | Усього в НХЛ | 723              | 65               | 96               | 161              | 1010             | 42      | 3       | 7       | 10      | 65      |

### Збірна
| Рік              | Команда          | Турнір           | Місце            | І | Г | П | О | ШХ |
| ---------------- | ---------------- | ---------------- | ---------------- | - | - | - | - | -- |
| 2003             | Канада           | МЧС              | 2                | 6 | 2 | 1 | 3 | 4  |
| Молодіжна збірна | Молодіжна збірна | Молодіжна збірна | Молодіжна збірна | 6 | 2 | 1 | 3 | 4  |